# Sejm nadzwyczajny 1712
Sejm nadzwyczajny 1712 – Sejm nadzwyczajny I Rzeczypospolitej, został zwołany 30 grudnia 1711 roku do Warszawy.
Sejmiki  odbyły się: zatorski  16 lutego, inne 23 lutego, kujawski powtórny 3 marca, małopolski główny w Korczynie 17 marca 1712 roku. 
Marszałkiem sejmu wybrano Stanisława Denhoffa hetmana polnego litewskiego. 
Obrady sejmu trwały od 5 do 19 kwietnia 1712 roku. Sejm został zalimitowany, a 13 sierpnia 1712 roku wydano uniwersał na sejmiki relacyjne.